# Olios croseiceps
Olios croseiceps là một loài nhện trong họ Sparassidae.
Loài này thuộc chi Olios. Olios croseiceps được Mary Agard Pocock miêu tả năm 1898.